# Pueblo ajuran
El pueblo ajuran (también conocido como sakuya o sakuye) habita en Somalia, el sureste de Etiopía y noreste de Kenia. Originariamente pertenecían a la etnia oromo pero a lo largo de los siglos XIX y XX afianzaron su identidad étnica como clan somalí. Formaron parte del sultanato de Ajuran al que estuvieron estrechamente relacionados por dar origen a la dinastía Muzaffar que gobernó territorios de Somalía entre los siglos XIII y XVIII. Durante su apogeo controlaron los abrevaderos, centros agrícolas y rutas comerciales a las ciudades portuarias de Merca y Mogadiscio. En 2020 unas 428.000 personas formaban parte de la comunidad ajuran. Su economía tradicional se basó en la agricultura y la cría de ganado ovino y caprino.

## Idioma

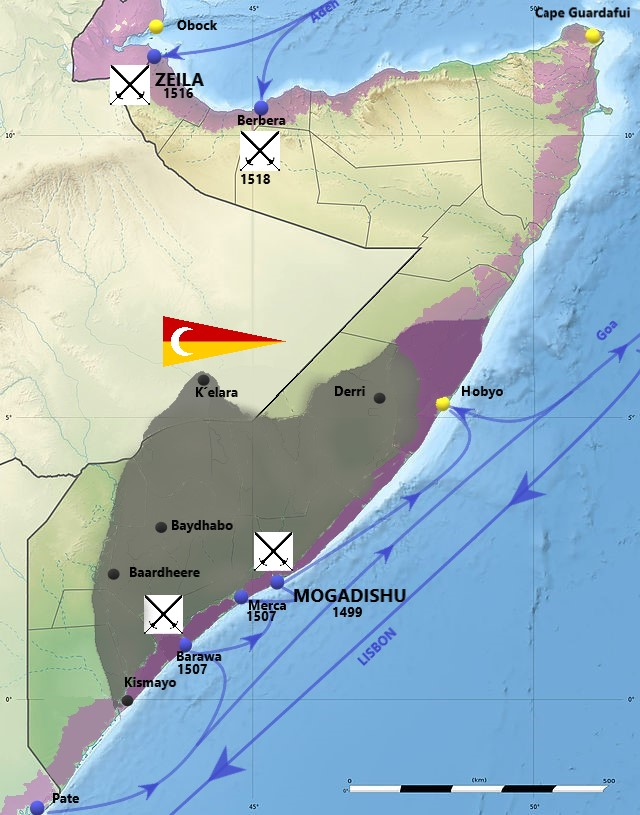
Bandera y localización del pueblo ajuran en el

Además de la lengua somalí (mayoritaria), las comunidades ajuran utilizan el idioma ajuran, el borana y el sakuye, todas lenguas oromo de origen cusita.

## Territorio

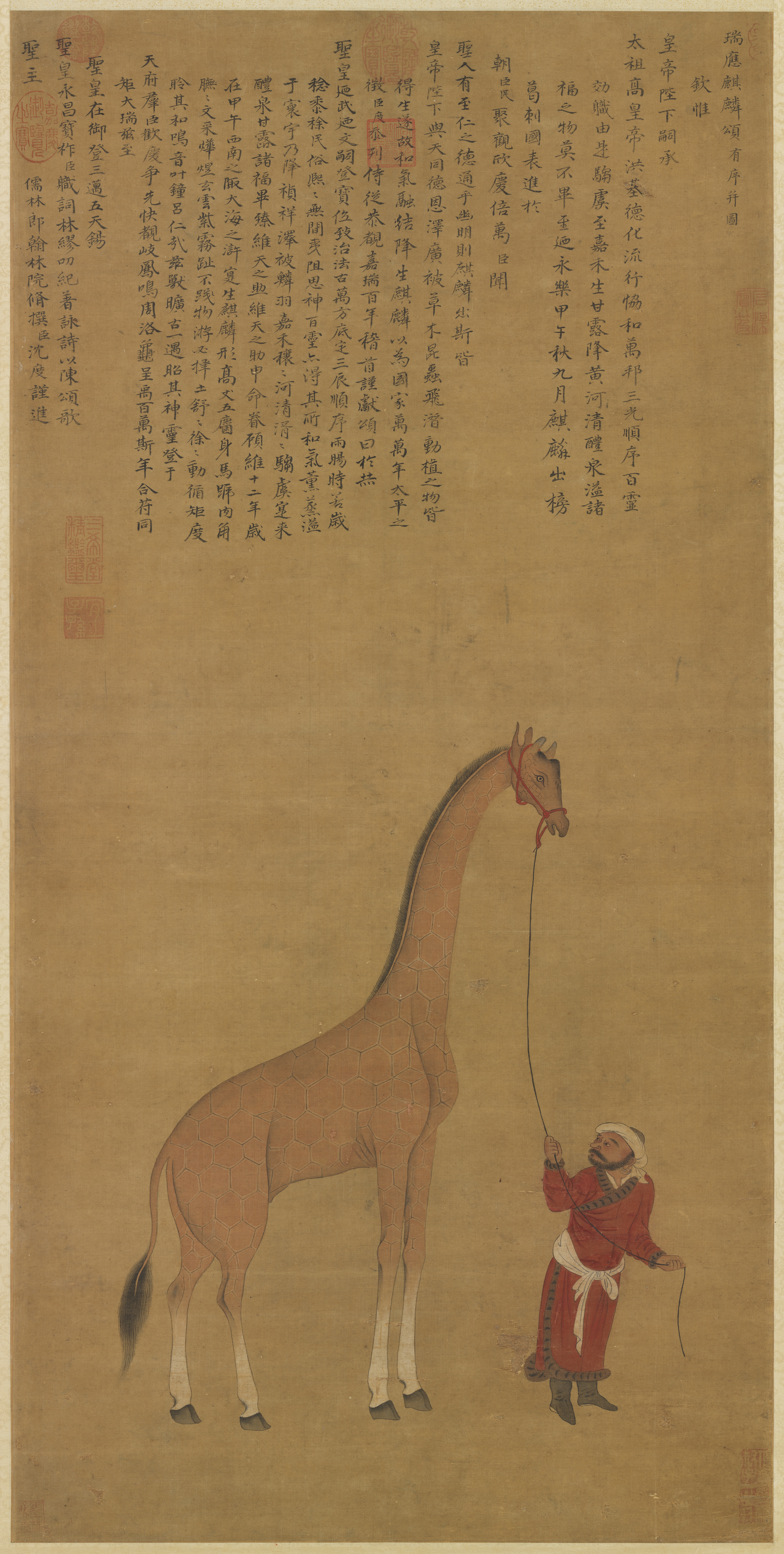
El Imperio Ajuran mantuvo lazos comerciales con la dinastía Ming y otros reinos

Administrativamente las comunidades ajuran están establecidas en los condados de Marsabit, Wajir, Mandera, Isiolo y Laikipia. Cubren un área extensa desde el lago Tuikana al este hasta la frontera entre Etiopía y Somalia y al sur hacia Nairobi.

## Historia

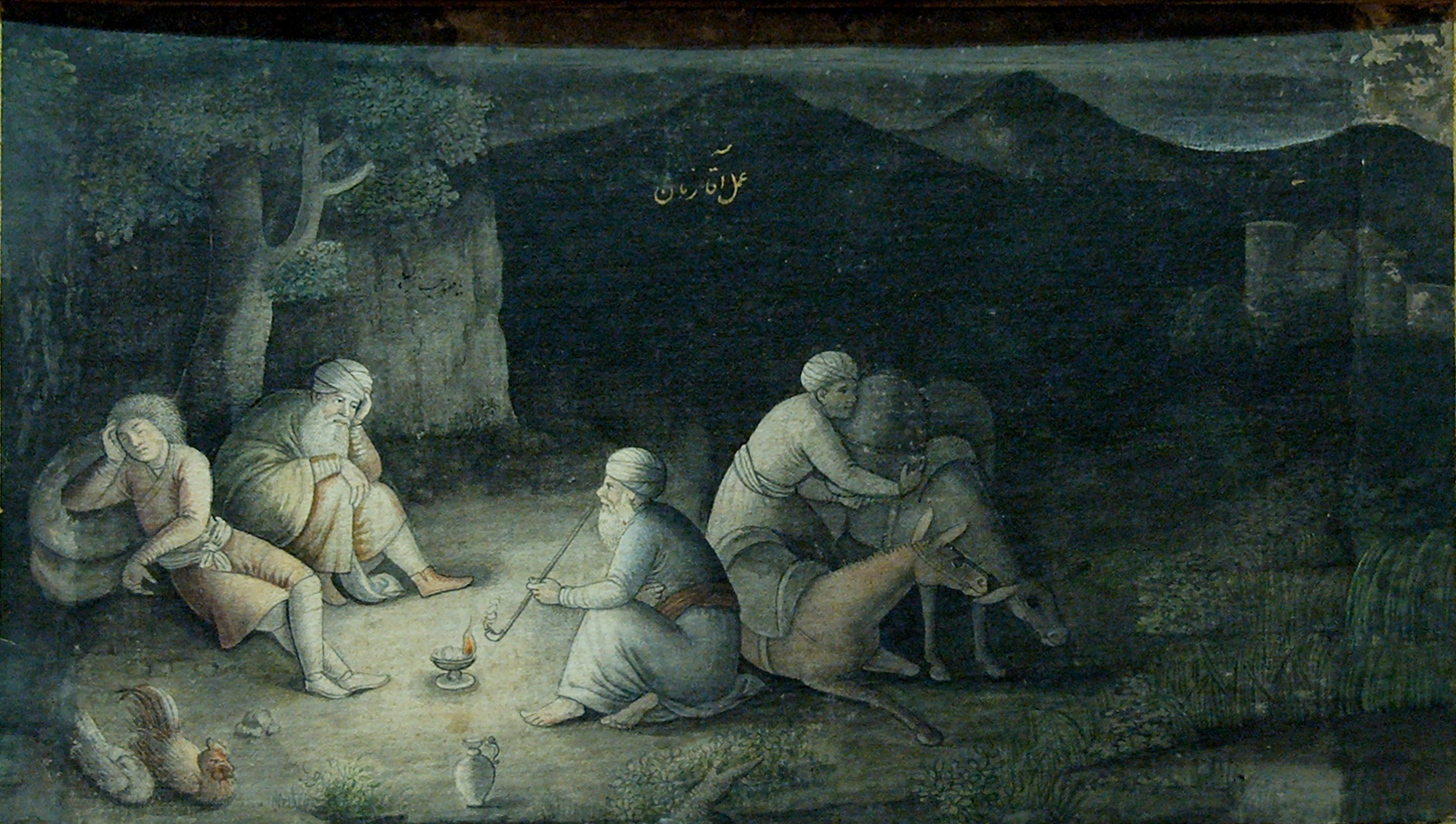
Muchas familias árabes y persas llamarían al reino de Ajuran su hogar

### Origen
Los ajuranes son étnicamente somalíes. Formaron una dinastía que controló el valle de Shabelle. Sus dominios iban desde Qallafo, en la parte superior del río Shabelle, hasta las costas del Océano Índico, y desde Mareg en la costa central de Somalia hasta las fronteras de Kenia en el suroeste. Controlaron así la mayor parte de la región centro-sur de la Somalia contemporánea, desde mediados del siglo XIII hasta finales del siglo XVII. Su posición les permitió administrar en su provecho los abrevaderos, los centros agrícolas y las rutas comerciales a las ciudades portuarias de Merca y Mogadiscio. El pueblo ajuran era el clan líder de una confederación dirigida por la dinastía Muzaffar de Mogadiscio, los clanes afiliados del pueblo hawiye y los clanes somalíes reer bare (reewin). No hay certeza sobre el origen del pueblo ajuran; sin embargo, diversos estudios los ubican como descendencia de la unión en matrimonio de un inmigrante árabe de nombre Bal’ad y una mujer somalí llamada Faduma, hija de un líder somalí, Jamballe Hawiye.

### Sultanato de Ajuran

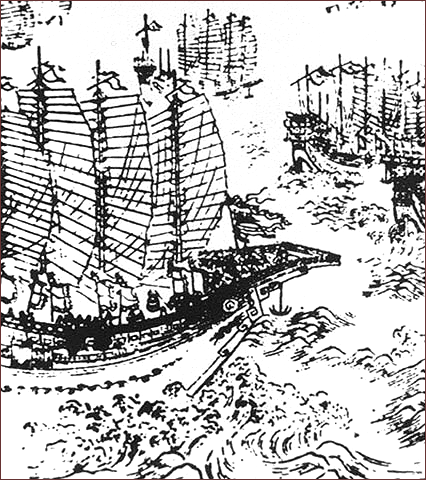
Los mercaderes somalíes con sus grandes y sofisticados barcos Ajuran se dirigen hacia Java y Vietnam para vender sus productos

Instauraron un estado teocrático islámico que se conoció como Sultanato de Ajuran, con sede en Marca, en la costa de Banadir. El imán, o emir, un título utilizado solo por los líderes islámicos, estaba en la cima de la jerarquía. Para fortalecer su función de orientador espiritual, el imán, conocido en somalí como gareen, fue asistido por emires, gobernadores y na’ibs (virreyes). En este estado ajuran la sharia (jurisprudencia) islámica era la regla. Otra característica del gobierno de Ajuran fue la existencia de un poderoso ejército armado montado que vigilaba el estado y recaudaba impuestos o tributos que los pueblos subyugados debían pagar con cereales y ganado. Estos tributos fueron tan exorbitantes que se afirmó que el etnónimo ajuran era una adaptación de la voz árabe “ijara”, equivalente a impuesto.
En el siglo XVI los pueblos somalíes sometidos por la dinastía Muzaffar iniciaron una revuelta conocida como Eji iyo Ajuran encabezada por clanes de los pueblos abgal y darod. En 1590 miembros del pueblo darod asesinaron al gobernador de la dinastía Muzaffar en Mogadisco y se hicieron con el control de la ciudad y sus territorios. Otros dos clanes de pastores, los galje'el y badi 'adde , asaltaron el sultanato en el corazón del pueblo ajuran, en el medio del valle de Shabelle. En la región ribereña también surgieron nuevas alianzas de clanes contra los ajuran, lideradas por los geledi. El último imán ajuran murió en batalla.  Finalmente los ajuranes fueron derrotados alrededor de 1700. Los que sobrevivieron se dispersaron por todo el país, y algunos cruzaron el río Juba. Sus comunidades se desplazaron hasta los territorios donde actualmente habitan en el noreste de Kenia y la parte oriental de Etiopía. Algunos de los que se establecieron en Kenia finalmente adoptaron el idioma y las costumbres de sus vecinos y anfitriones, los borana.

### Legado
Dejaron un importante patrimonio en obras públicas, algunos de los cuales aún permanecen en pie en la región de Banadir. Muchos de los pozos revestidos de piedra que todavía están en uso y algunas fortificaciones abandonadas que aún están en pie en el sur de Somalia se atribuyen de manera confiable a la ingeniería de Ajuran. En Marca se encuentran tumbas y otras ruinas de Ajuran.

### SigloXX
El territorio ajuran fue codiciado en varias ocasiones por pueblos vecinos necesitados de sus buenas pasturas y ciclos de lluvias. Los conflictos derivaron en enfrentamientos a lo largo de la historia a pesar de que la tradición ajuran permite a pastores de otros pueblos utilizar los recursos comunales siempre y cuando se sometan a las reglas de administración de los propietarios. Los enfrentamientos bélicos en Kenia en 1993 obligaron a algunas comunidades ajuran a refugiarse en campamentos del condado de Moyale. Desde entonces han solicitado la repatriación, alegando la finalización del conflicto.

## Sociedad
Los ajuranes, como otros grupos somalíes del norte de Kenia han vivido tradicionalmente como nómadas. Esta forma de vida viene dictada por el clima semiárido con dos estaciones de lluvias anuales. Sus desplazamientos siguen el agua y los pastos para los animales que crían.  El ganado que pastorean consiste en manadas de camellos, cabras, ovejas, burros y mulas que les proporcionan su sustento. Donde la tierra es buena para la agricultura, hay poblaciones asentadas que cultivan maíz, mijo, sorgo y algunas frutas y verduras.

## Religión
Son musulmanes al igual que sus parientes oromo-borana aunque existe un pequeño número de cristianos, próximo al 0.40%. La islamización fue temprana y en la documentación del sultanato Ajuran se encuentran referencias a personas del clan con los títulos musulmanes como amir (emir) y na’ib (vice emir) en su administración.